# Căiuți
Căiuți is een Roemeense gemeente in het district Bacău.
Căiuți telt 5437 inwoners.